# Чернігівське вище військове авіаційне училище льотчиків
Чернігівське вище військове авіаційне училище льотчиків імені Ленінського Комсомолу (ЧВВАУЛ) — льотне училище (з 1 жовтня 1959 року — ВНЗ), що здійснювало підготовку льотчиків для винищувальної авіації ВПС СРСР. Розформовано в 1995.

## Аеродроми училища
Льотна підготовка проводилася в навчальних авіаційних полках училища на аеродромах, розташованих у населених пунктах:
Чернігів, Городня, Добрянка, Конотоп, Малійки, Свеса, (Первомайск), Климове, Умань, Івангород.

## Матчастина училища
У різні роки в училищі проводилася підготовка льотчиків-винищувачів на наступних типах літаків: У-2(По-2), І-15бис, І-16, Як-1, Як-7Б, Як-11, Як-18, Л-29, МіГ-15, МіГ-17, Л-39, МіГ-21, МіГ-23.

## Історія училища

### Заснування
За наказом наркома оборони від 6 листопада 1940 почалося формування Чернігівської військової авіаційної школи пілотів (ЧВАШП). Начальником школи був призначений полковник Курдубов, військовий комісар — полковой комісар Зеленцов, начальник штабу — капітан Воронін.
На 1 січня 1941 школа була повністю укомплектована постійним складом. Перші навчальні вильоти почалися в квітні 1941 на аеродромах Певці, Осняки та Колічевка.

### Німецько-радянська війна
З самого початку війни авіашкола взяла участь у бойових діях. Була сформована сводна ескадрілья, яка діяла в інтересах Піденно — Західного фронту для розвідки в районах Лоєв — Осіповічі — Бобруйск та Лоєв — Бобруйск — Жлобін. За червень 1941 льотчики виконали 46 бойових вильота. 2 липня 1941 льотчик — інструктор Абрамішвілі вступив до бою з німецькими бомбардувальниками та збив один.
У липні 1941 року ЧВАШП була евакуйована в місто Зерноград Ростовської області, там її було об'єднано з Фастівською авіашколою, отримавши назву Зерноградської. У липні 1941 була сформована винищувальна ескадрилья на І-15біс під орудою капітана Семенова, 4 серпня на фронт відбула ескадрілья ночних бомбардувальників на У-2. Всього з особистого складу школи в початковий період німецько-радянської війни було сформовано і відправлено в діючу армію 3 авіаполки та 3 окремі авіаескадрильї на літаках І-15біс, І-16, У-2, всього 1285 осіб (40 % наявного льотного составу).
Наказом Наркома Оборони від 21 жовтня 1941 їй повернули колишню назву: Чернігівська військова авіаційна школа пілотів. У кінці листопада 1941 року Чернігівська військова авіашкола була разом із сім'ями офіцерів евакуйована до Туркменістану в міста Кизил-Арват і Казанджік. Літаки У-2, УТ-2, І-16, УТІ-4 були спрямовані за маршрутом Зерноград — Сальськ — Будьонівськ — Грозний — Махачкала, інше майно, а також особовий склад були перевезені ешелонами в Махачкалу, де автомашини, майно і особовий склад були на поромах через Каспійське море переправлені в Красноводськ і потім залізницею доставлені в Кизил-Арват. Частина особового складу та сімей військовослужбовців були відправлені залізницею за маршрутом Зерноград — Сталінград — Уральськ — Актюбінськ — Аральськ — Кзил Орда — Чимкент — Ташкент — Самарканд — Бухара — Мари — Ашхабад — Кизил-Арват. Штаб ЧВАШП, 1 і 3 авіаескадрильї були розташовані в Кизил-Арват на двох аеродромах, а 2, 4 і 5 авіаескадрильї в населених пунктах Казанджік, Егер-Бугаз і Кара-Бугаз відповідно.
З лютого 1942 почався новий етап у навчально-бойовій підготовці. Курсантів почали вчити на новітніх літаках Як-1 і Як-7б. Польоти проводилися в дуже складних умовах: температура літа сягала 50 ° С і вище, тому польоти починалися зі сходом сонця, припинялися в 11-12 годин і поновлювалися о 17 годині. У таких умовах школа готувала льотні кадри до березня 1944 року. З просуванням наших військ на захід, у березні 1944 ЧВАШП перебазувалася на Кубань. За роки війни в ЧВАШП було підготовлено 2230 льотчиків-винищувачів. 14 випускників удостоєні звання Героя Радянського Союзу.

### Післявоєнний час

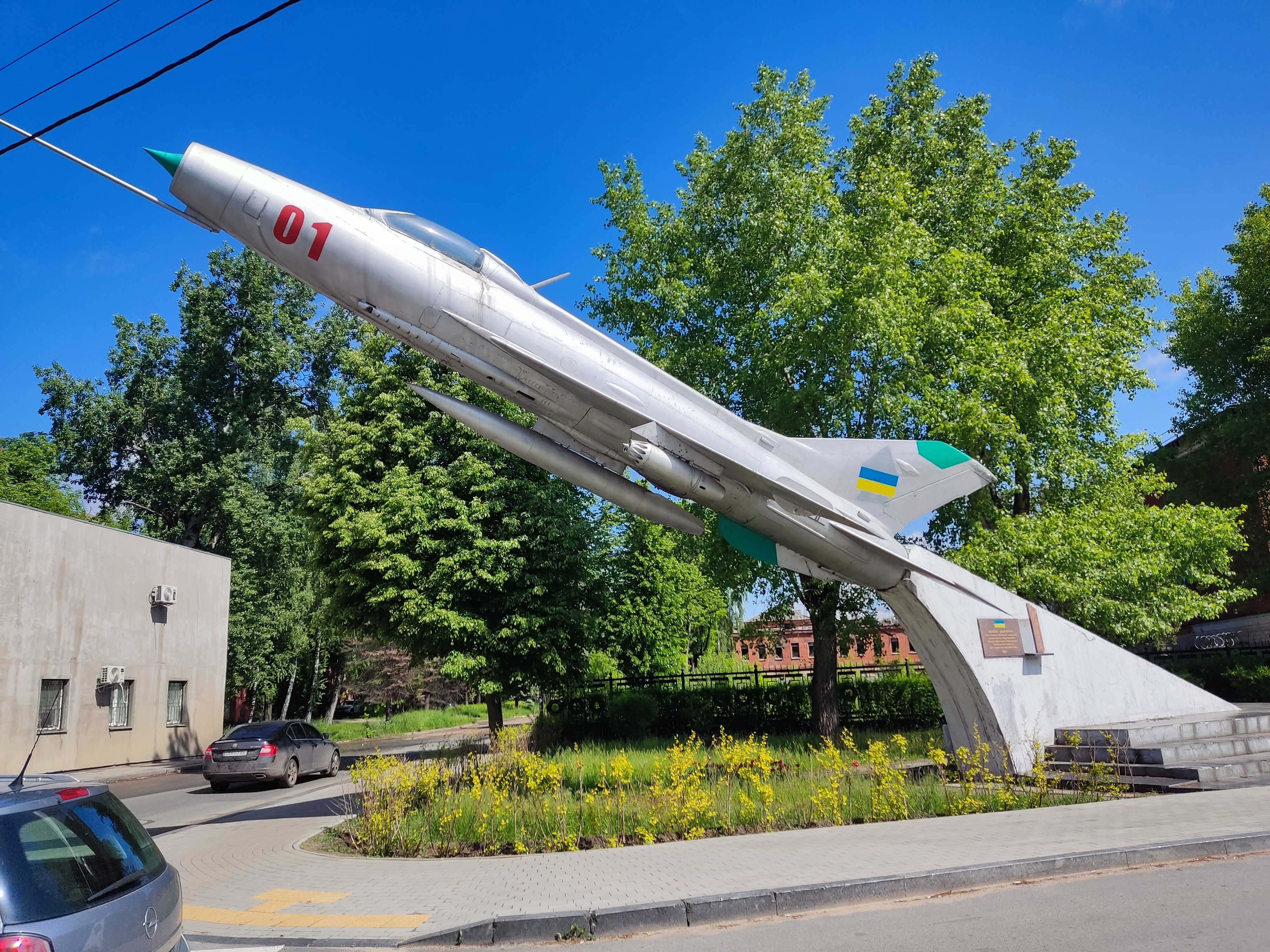
МіГ-21Ф-13 у ЧВВАУЛ

У вересні 1945 авіашкола була перетворена в Чернігівське військове авіаційне училище. У липні 1946 училище було розформовано. Рішенням уряду було створено кілька нових військових навчальних закладів, у тому числі і 57-ме військове авіаційне училище льотчиків ВПС. Місцем дислокації були визначені міста Чернігів та Городня. Початок формування училища поклала директива ГШ РА від 15 лютого 1951. І 2 вересня 1951 507 курсантів першого набору приступили до вивчення теоретичних дисциплін. Училище очолив двічі Герой Радянського Союзу гвардії полковник Кузнецов Михайло Васильович.
16 березня 1952 в училищі був виконаний перший політ на літаку МіГ-15. Пілотували літак підполковник Л. Є. Сопельніченко і полковник М. В. Кузнєцов. А вже в 1953 відбувся перший випуск льотчиків на МіГ-15. У 1957 начальником училища став Герой Радянського Союзу генерал-майор авіації Микола Федорович Кузнєцов, згодом перший начальник загону підготовки космонавтів. Один випуск слідував за іншим. З 1953 по 1959 рік, працюючи за програмою середнього, училище справило десять випусків і дало країні тисячі висококваліфікованих льотчиків-винищувачів.
З 1 жовтня 1959 року, відповідно до наказу Міністра оборони СРСР від 23 травня 1959 року та директиви Головного штабу ВПС від 20 липня 1959 року, училище перетворюється в Чернігівське вище військове авіаційне училище льотчиків з чотирирічним терміном навчання. Перший випуск льотчиків-інженерів ЧВВАУЛ відбувся в 1963. У цьому ж році училищу було поставлено завдання освоїти реактивний літак чехословацького виробництва Л-29 і одночасно з цим почати переучування на літак МіГ-21. У жовтні 1968 Чернігівському училищу було присвоєно ім'я Ленінського комсомолу.
1971 року при училищі створено Музей авіації та космонавтики Чернігівщини на громадських засадах.
У 1973 льотний та курсантський склад приступив до переучування на новому навчальному літаку Л-39. Училище першим приступило до польотів на літаках Л-29, першим і на Л-39. У ЧВВАУЛ вперше ВПС приступили до навчання курсантів на літаках МіГ-23 у 1977 році.
Брежнєвські часи (1964–1982) були роками розквіту ВПС і ЧВВАУЛ зокрема, училище підготувало тисячі льотчиків-інженерів для винищувальної авіації.
У 1988 навчання на літаку МіГ-23 було припинено, а в 1990 був проведений останній випуск на МіГ-21, і училище перейшло на принципово нову систему льотної підготовки. Раніше курсант за 3-4 льотних курсу освоював 3-4 типи літаків (Л-29, МіГ-15, МіГ-17, МіГ-21). Підготовка з складних видів проводилася вже в бойових полках. Випуски 1991-92 років навчалися тільки на літаках Л-39, але за досить складними програмами нового КУЛП УС ИА-90. Курсанти виконували самостійні польоти на вищий пілотаж парою, бойове маневрування парою, пілотаж на малих висотах, на стрільбу НАР (некеровані авіаційні ракети) по наземних цілях. Випускник ЧВВАУЛ 1992 мав допуск до самостійних польотів по 20 видам підготовки вдень і вночі.
За інерцією, останній радянський випуск 1991 ще пройшов по-старому — випускники роз'їхалися по Союзу, в бойові полки та центри перенавчання. Випуск 1992 нічим не відрізнявся від попередніх, але випускники роз'їхалися вже по різним країнам — колишнім республікам СРСР.
|міні|пам'ятник-літак МіГ-21 біля училища]]

### Розформування
Восени 1995 училище було розформовано. 30 листопада 1995 року відбулося прощання з прапором училища. 701-й уап (Чернігів) і 105-ї уап (Конотоп) увійшли до складу так званого ХІЛ — Харківського Інституту Льотчиків. Там до недавнього часу проводилося досить скорочене льотне навчання на Л-39 та гелікоптерах. Наприкінці 90-х випускники ХІЛа мали години нальоту і рівень підготовки менший, ніж середній курсант ЧВВАУЛ отримував за один льотний семестр. У 2001 ХІЛ випускає лейтенантів «льотчиків» без нальоту взагалі і відправляє в запас.
У вересні 2004 припинив існування останній авіаційний підрозділ, що залишився від Чернігівського ВВАУЛ — 201-ша Авіаційна База, дислокована у м. Чернігів. Територія училища передається міській владі і забудовується. Більшість будівель самого училища занедбані. Виняток становлять лише «старе УЛО (НЛВ, навчально-льотний відділ)», в якому розмістився економічний інститут. Курсантська їдальня, колишня казарма 2-го батальйону (в торці стадіону) і «нове УЛО» продовжує частково функціонувати завдяки роботі авіаційного ліцею.

## Відомі випускники
Див. також: Випускники Чернігівського вищого військового авіаційного училища льотчиків
| - Аверьянов Валентин Іванович - Антонович Олег Васильович - Барсуков Василь Миколайович - Бойцов Аркадій Сергійович - Бохонко Іван Іванович - Галуненко Олександр Васильович - Грицкевич Іван Олександрович - Гордієнко Володимир Гаврилович - Єгоров Микола Сергійович - Жигуленков Борис Васильович - Жуков Степан Іванович - Зюзін Петро Дмитрович - Ієвський Анатолій Олексійович - Ісаев Василь Васильович - Каденюк Леонід Костянтинович український космонавт, Герой України - Кальонов Микола Якимович — льотчик, Герой Радянського Союзу - Кизим Леонід Денисович — космонавт, двічі Герой Радянського Союзу - Кисельов Іван Михайлович - Климук Петро Ілліч — космонавт, двічі Герой Радянського Союзу - Кот Віктор Севастьянович - Левченко Анатолій Семенович — космонавт, Герой Радянського Союзу - Меншутін Євген Петрович - Нікіфоров Василь Семенович — льотчик | - Осиковий Микола Михайлович - Пелих Олександр Петрович - Петруша В'ячеслав Станіславович - Пещенко Андрій Семенович - Попков Борис Захарович - Попов Леонід Іванович — космонавт, двічі Герой Радянського Союзу - Раевський Олександр Михайлович - Романенко Роман Юрійович — космонавт, Герой Російської Федерації, син двічі Героя Радянського Союзу космонавта Юрія Романенка - Романенко Юрій Вікторович — космонавт, двічі Герой Радянського Союзу - Рубан Петро Васильович - Рогожин Василь Олександрович - Рябцев Михайло Євсейович - Собін Василь Васильович - Соловйов Анатолій Якович — космонавт, Герой Радянського Союзу (5 польотів у космос) - Стельмах Євген Михайлович - Сутягін Микола Васильович - Титов Володимир Георгійович — космонавт, Герой Радянського Союзу - Тихонов Віктор Павлович - Улітін Іван Семенович - Цой Олег Григорович - Черненко Іван Фадійович — військовий льотчик-ас 1-го класу - Чернець Іван Арсентійович |

- Чобану Степан Іванович — військовий льотчик 1 класу, Герой України (2022, посмертно).